# Calilena umatilla
Calilena umatilla là một loài nhện trong họ Agelenidae.
Loài này thuộc chi Calilena. Calilena umatilla được Ralph Vary Chamberlin & Wilton Ivie miêu tả năm 1941.